# Parietaria
Genre
Classification APG III (2009)
Parietaria est un genre de plantes à fleurs de la famille des Urticaceae.

## Étymologie
Parietaria désignait déjà en latin une plante croissant sur les murs, peut-être une pariétaire. Le terme était une substantification au féminin de l’adjectif parietarius « de mur », dérivé de paries, -etis « paroi ».

## Liste d'espèces
- Parietaria floridana Nutt.
- Parietaria hespera Hinton
- Parietaria judaica L. — Pariétaire couchée
- Parietaria officinalis L. — Pariétaire officinale
- Parietaria pensylvanica Muhl. ex Willd.
  - Parietaria pensylvanica var. pensylvanica Muhl. ex Willd.
- Parietaria praetermissa Hinton